# 30230 Ralucarufu
30230 Ralucarufu este o planetă minoră (asteroid) din centura de asteroizi. A fost descoperită pe 7 aprilie 2000 la Stația Anderson Mesa de Lowell Observatory Near-Earth-Object Search și a fost numită după Raluca Rufu⁠(d). 
Obiectul prezintă o orbită caracterizată de o semiaxă mare de 2,5867885 UAi, o excentricitate de 0,21, o înclinație de 9,05675 ° în raport cu ecliptica.